# Focke-Wulf Ta 154
Focke-Wulf Ta 154 Moskito là một loại máy bay tiêm kích bay đêm của Đức, do Kurt Tank thiết kế và chế tạo bởi hãng Focke-Wulf vào cuối Chiến tranh thế giới II. Chỉ có vài chiếc được chế tạo và hiệu năng thấp hơn cả các mẫu thử.

## Tính năng kỹ chiến thuật (Ta 154 A-1)

### Đặc điểm riêng
- Tổ lái: 2
- Chiều dài: 12,55 m (40 ft 3¼ in)
- Sải cánh: 16,30 m (52 ft 5¼ in)
- Chiều cao: 3,60 m (11 ft 4 in)
- Diện tích cánh: 31,40 m² (333.7 ft²)
- Trọng lượng rỗng: 6.600 kg (15.000 lb)
- Trọng lượng cất cánh tối đa: 9.950 kg (21.900 lb)
- Động cơ: 2 × Junkers Jumo 211N, 1.450 PS (1.066 kW) mỗi chiếc

### Hiệu suất bay
- Vận tốc cực đại: 615 km/h (332 kn, 382 mph)
- Tầm bay: 1.400 km (760 nmi, 870 mi)
- Trần bay: 9.500 m (31.000 ft)
- Vận tốc lên cao: 15 m/s (2.800 ft/phút)

### Vũ khí
- 2 pháo MG 151 20 mm
- 2 pháo MK 108 30 mm (1,18 in) ở mũi
- 2 pháo MK 108 ở thân 30 mm (1,18 in)